# Gian Carlo Riccardi
Gian Carlo Riccardi (n. 21 octombrie 1933, Frosinone, Lazio, Regatul Italiei – d. 7 februarie 2015, Frosinone, Lazio, Italia) a fost un artist, pictor, regizor de teatru, sculptor și scriitor italian.

## Biografie

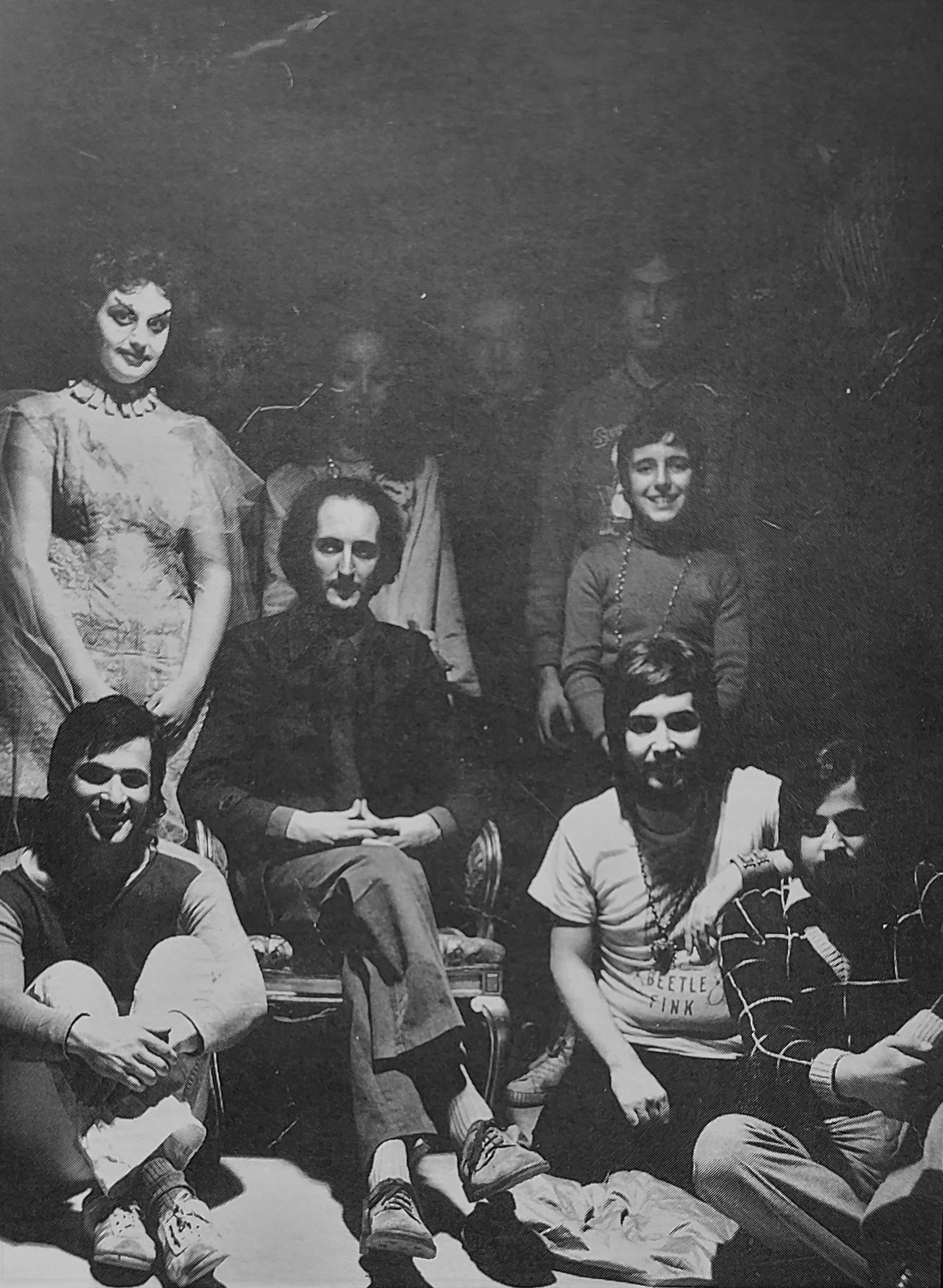
Gian Carlo Riccardi și actorii Teatrului Laboratorio Arte Vizuale, 1974.

Gian Carlo Riccardi s-a născut pe 21 octombrie 1933. În 1961 Gian Carlo Riccardi a absolvit cu onoare scenografie la Academia de Arte Frumoase⁠(d) din Roma și a obținut ulterior o diplomă în regie de teatru și film.Definit drept un „artist multimedia” de către criticul de artă Enrico Crispolti, a frecventat numeroși scriitori și artiști precum Achille Bonito Oliva, Alberto Moravia, Cesare Zavattini, André Pierre de Mandiargues si Vito Riviello. 
Din anii 1960 până în anii 1970, a lucrat ca scenograf și regizor la Rai. A jucat un rol în avangarda teatrului roman în colaborare cu Carmelo Bene, Meme Perlini și Pino Pascali.
În 1961 a fondat Grupul de Teatru Laboratorul de Arte Vizuale din Frosinone. În 1962 a fondat Clubul de Teatru și a pus în scenă o serie de spectacole. Spectacolele se bazau pe tema gestului și a contradicțiilor umane. În 1997, a fondat Teatrul de Imagine teatrul lui Gian Carlo Riccardi devine teatru de concerte.

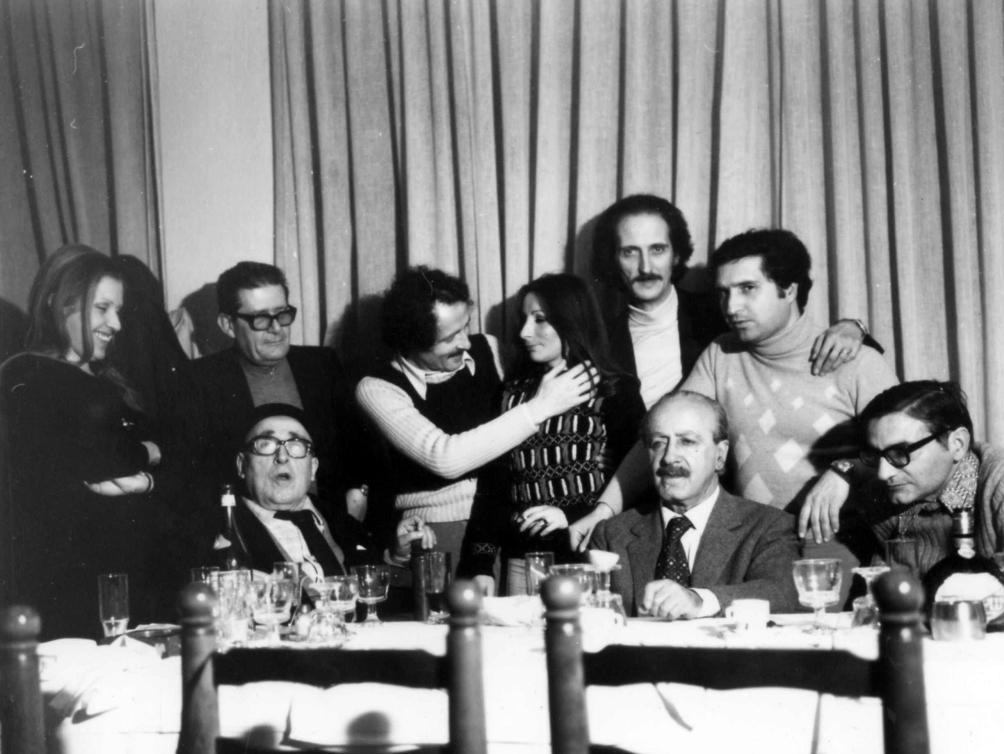
Gian Carlo Riccardi (dreapta) cu Libero De Libero (jos) și Cesare Zavattini (stânga), 1977.

Lucrările sale grafice și picturale abordează o varietate de teme, inclusiv grotescul, ironia și lumea copiilor. Lucrările sale au fost expuse în toată Italia, inclusiv la expoziția ArtExpo de la Geneva (1984), la Centrul Internațional de Artă Contemporană din Paris (1988), la Galeria Kodama din Osaka (1993), la Expoziția Internațională de Arte Vizuale din Cracovia (1995) și la Fundația Antoni Tapies din Barcelona (1999). 
Gian Carlo Riccardi folosește în sculpturile sale materii prime precum lemnul, hârtia și fierul. „Camerele” sale sunt instalații create după anii 1980, folosind pereți colorați și obiecte cotidiene. Riccardi a participat la Parlamentul European în 1991, la XLV Bienala de la Veneția în 1993 și la Festivalul Due Mondi din Spoleto în 1995. 
De asemenea, a scris scenarii de teatru, proză și poezie pe tema memoriei și a copilăriei. 
Gian Carlo Riccardi a murit la 7 februarie 2015 în Frosinone. 